# Suecia en los Juegos Olímpicos de Pekín 2008
Suecia estuvo representada en los Juegos Olímpicos de Pekín 2008 por un total de 123 deportistas que compitieron en 20 deportes.  
El portador de la bandera en la ceremonia de apertura fue el atleta Christian Olsson.

## Medallistas
El equipo olímpico sueco obtuvo las siguientes medallas:
| Nombre                         | Deporte          | Competición    |
| ------------------------------ | ---------------- | -------------- |
| Oro                            |                  |                |
| —                              |                  |                |
| Plata                          |                  |                |
| Emma Johansson                 | Ciclismo en ruta | Ruta F         |
| Gustav Larsson                 | Ciclismo en ruta | Contrarreloj M |
| Rolf-Göran Bengtsson (Ninja)   | Hípica           | Saltos ind.    |
| Simon Aspelin Thomas Johansson | Tenis            | Dobles M       |
| Bronce                         |                  |                |
| Anders Ekström Fredrik Lööf    | Vela             | Star M         |